# Улица Академика Лебедева
Улица Академика Ле́бедева — улица на стыке Выборгского и Калининского районов Санкт-Петербурга, идущая от Литейного моста до улицы Комиссара Смирнова.

## История и достопримечательности

### Название
В XVIII веке и до 1868 года улица носила имя Морской по находившемуся неподалёку Санкт-Петербургскому Морскому госпиталю. По другим данным, она же с 1799 по 1846 год называлась Компанейской.
7 марта 1858 года к Морской улице были добавлены отрезки от Литейного моста до Симбирской улицы и от нынешнего Лесного проспекта до Ломанова переулка, и она была переименована в Нижегородскую.
21 октября 1949 года в связи с 75-летием со дня рождения академика С. В. Лебедева улица получила название улица Лебедева. С 1956 года улица носит современное название — улица Академика Лебедева.

### Достопримечательности

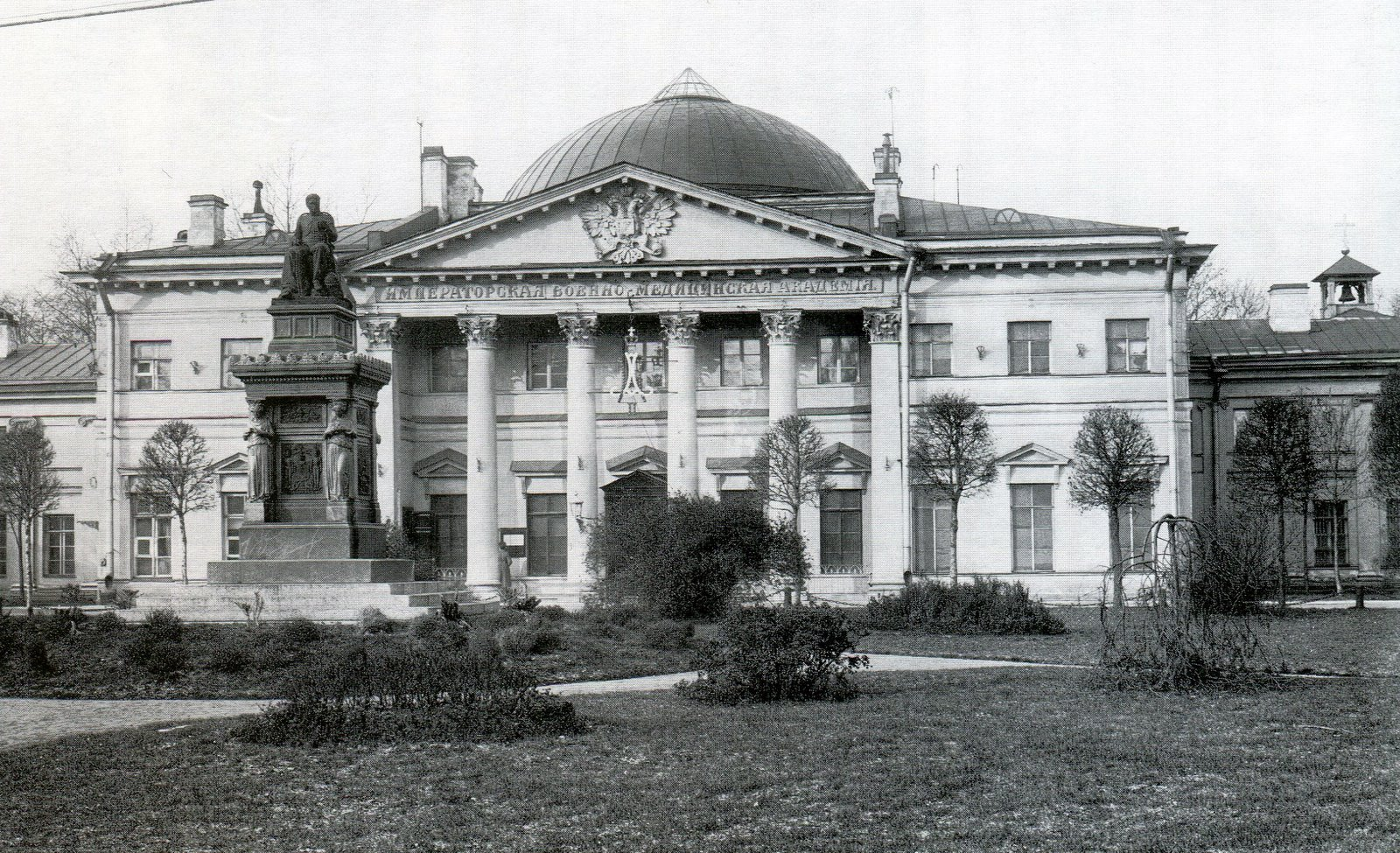
Вид на Военно-медицинскую академию и памятник Я. В. Виллие. Фото Карла Буллы 1914 года

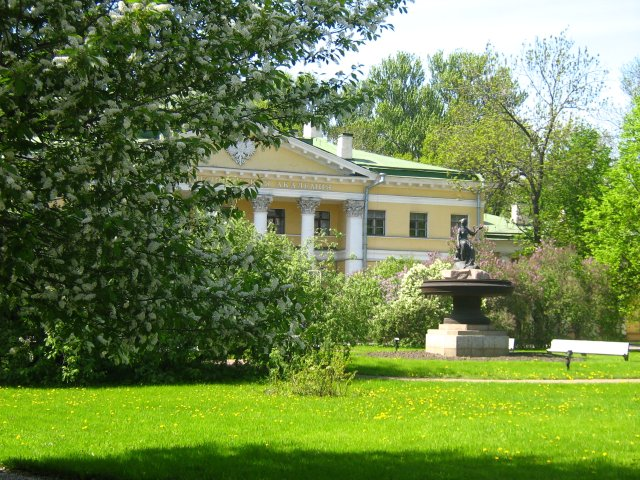
Главное здание Военно-медицинской академии и статуя Гигиеи

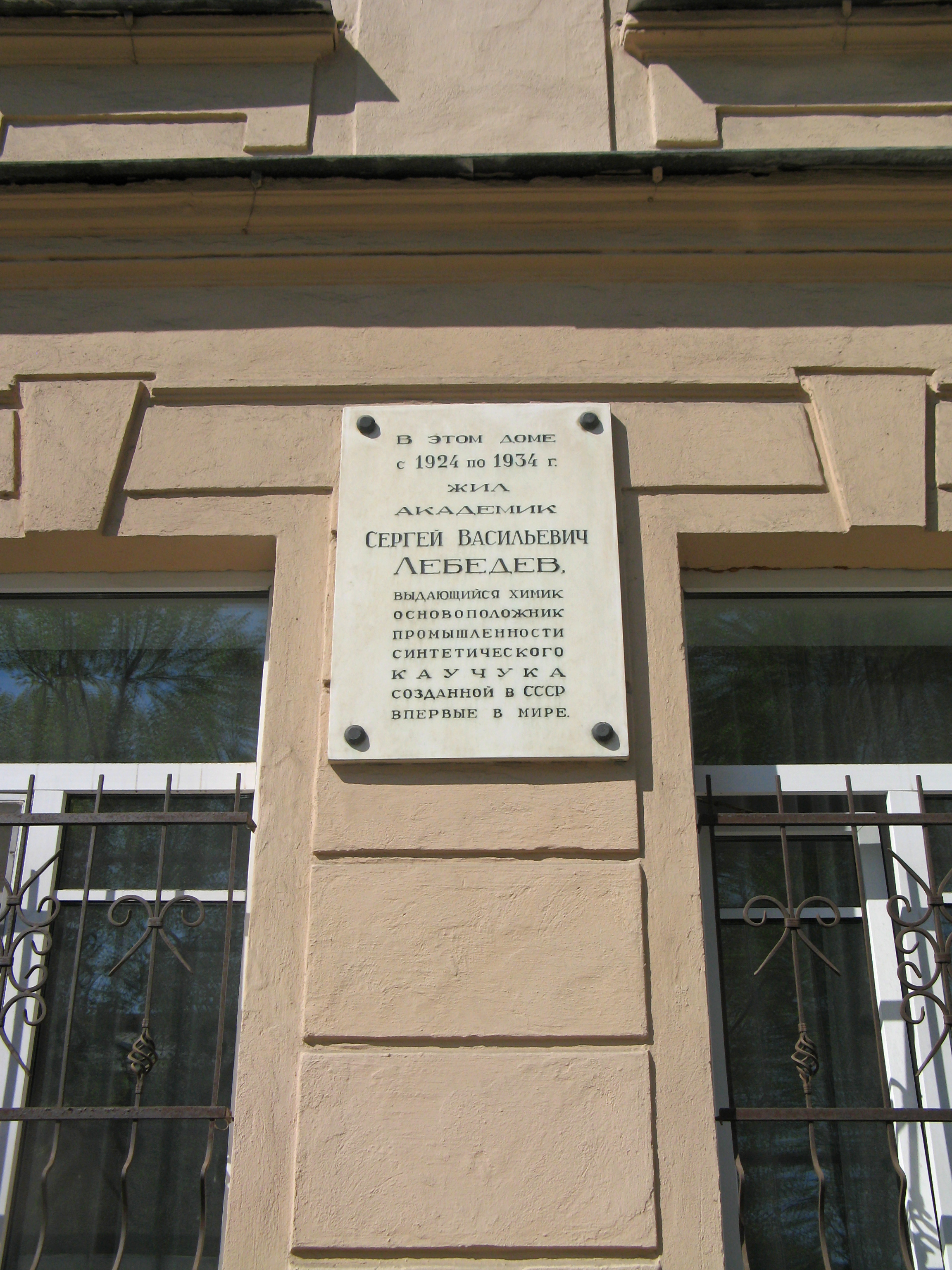
Мемориальная доска на доме, где жил С. В. Лебедев

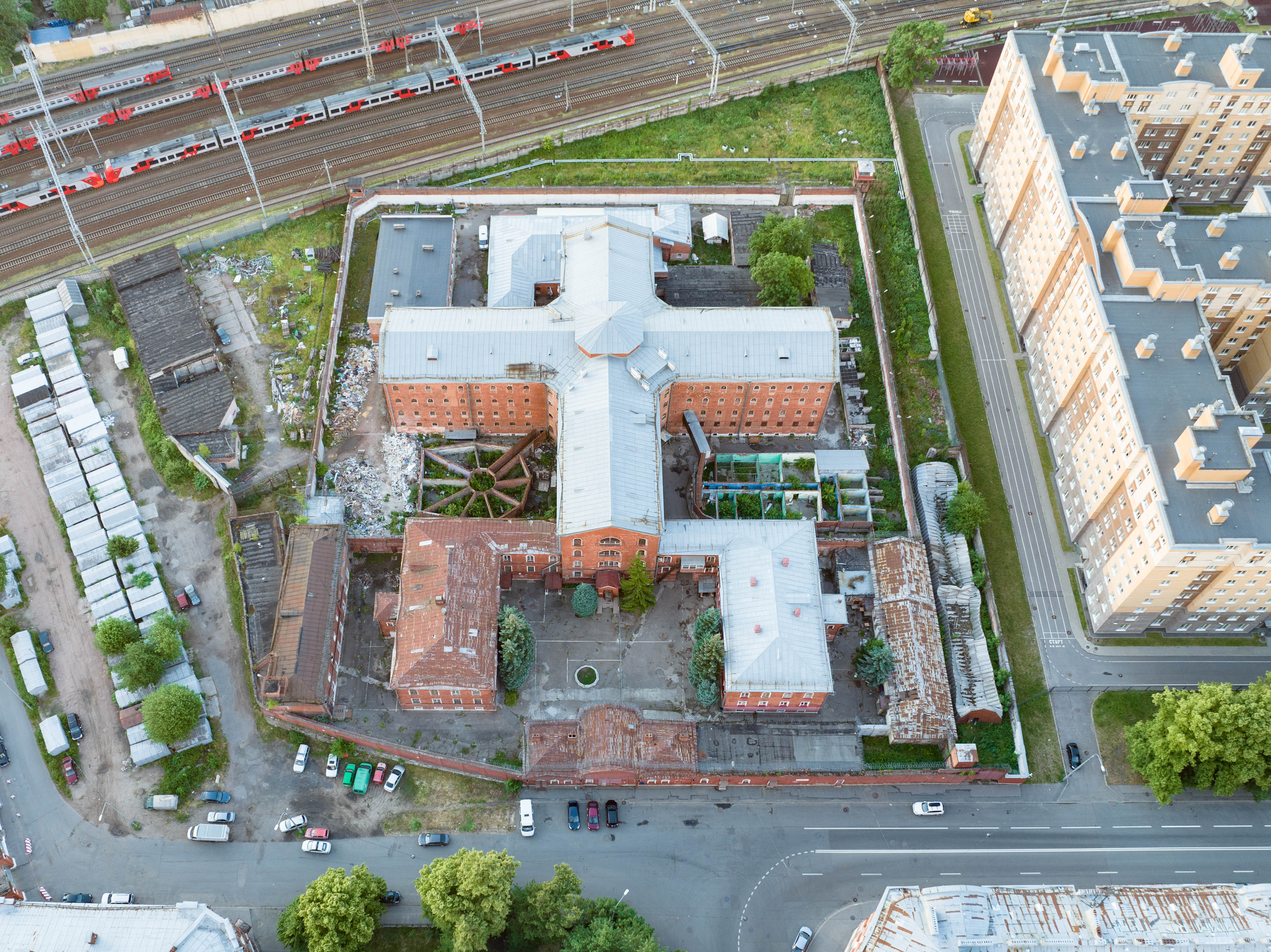
ФКУ «Следственный изолятор № 4 Управления Федеральной службы исполнения наказаний по Санкт-Петербургу и Ленинградской области»

- дом 1—3 / Арсенальная набережная, 15 / пл. Ленина, 2 / ул. Комсомола, 22 — здания Михайловского артиллерийского училища и академии. Архитекторы: Л. А. Витовский — перестройка 1860-х годов, военный инженер К. Ф. Гаусман — расширение 1860-х годов, И. И. Шапошников — перестройка 1890-х годов[3].
- дом 2 / Выборгская набережная, 1 — здание Естественно-исторического института Медико-хирургической (Военно-медицинской) академии. 1858—1863 год. Архитекторы И. Д. Черник, В. Ф. Андриевский, К. Я. Соколов.
- дом 6 — главный корпус Военно-медицинской академии (1798) построено в стиле классицизма. Архитектор Антонио Порто.
  - В 1859 году перед зданием был открыт памятник Я. В. Виллие (скульптор Д. И. Иенсен, архитектор А. И. Штакеншнейдер). В 1949 году, в разгар компании борьбы с космополитизмом, памятник был демонтирован[4] и только в 1964 году вновь установлен, но уже в парке Военно-медицинской академии, находящемся за штабом. В постсоветскую эпоху, несмотря на статус наследия федерального уровня[5], памятник сильно пострадал: были утрачены украшавшие его бронзовые барельефы, рассказывающие о жизни Я. В. Виллие[6].
  - Статуя Гигиеи в сквере у главного корпуса (фонтан «Гигиея») (1872—1873) — скульптура работы Д. И. Иенсена. Находилась в сквере на углу Боткинской улицы и Большого Сампсониевского проспекта около памятника С. П. Боткину. Затем статуя была установлена в сквере на противоположном углу. В 1996 году перекресток получил имя площади Военных Медиков, скульптура Гигиеи была перенесена к зданию штаба, а на её месте был открыт мемориал.

За зданием на Большом Сампсониевскоом проспекте построен комплекс «Монблан». Это сооружение более чем в полтора раза превышает городской высотный регламент и, по мнению специалистов, необратимо искажает историко-архитектурные панорамы берегов Невы. Вид на ансамбль главного здания Академии также сильно пострадал.
- дом 10 — в этом доме в квартире номер 4 с 1924 и до своей смерти в 1934 году жил С. В. Лебедев и его жена, художница-график А. П. Остроумова-Лебедева с 1924 по 1955 год. На доме установлена мемориальная доска. В настоящее время в здании располагается гостиница «Империя Парк».
- дом 12 — доходный дом страхового о-ва «Жизнь», архитектор Р. И. Кригер (1912—1913 год).
- дом 14 — улица Комиссара Смирнова, 2 — доходный дом М. Е. Румшишского, 1904 год, архитектор Е. B. Гонцкевич.
- дом 16—20 — комплекс зданий Михайловского артиллерийского училища
- дом 37 — комплекс зданий Военно-медицинской академии со сквером и часовней, построенной в 1911 году по проекту военного инженера Николая Карловича Герле[9], среди них Здание анатомического института.
- дом 39 — Комплекс военной тюрьмы одиночного заключения Морского ведомства. Ныне — СИЗО № 4 ГУ ФСИН по Санкт-Петербургу и Ленинградской области.
- 18 мая 2003 года[10] в сквере на углу Ул. Академика Лебедева и Клинической улицы был открыт памятник павшим в советско-финской войне.

## Транспорт
По улице Академика Лебедева проходят следующие маршруты наземного общественного транспорта:
- Трамваи: № 3, 6, 20, 23
- Троллейбусы: № 3, 8, 15
- Автобусы: № 21, 86, 267